# Lorenzo Faravelli
	Lorenzo Abel Faravelli (Rosario, 29 de marzo de 1993) es un futbolista argentino que juega como centrocampista y su equipo actual es el Cruz Azul de la Primera División de México.

## Trayectoria

### Newell's Old Boys
Surgido en las categorías juveniles del Newell's Old Boys, hizo su primera aparición el 28 de febrero de 2011, con apenas 17 años, durante un partido como visitante contra Tigre, recibiendo la oportunidad por parte del entrenador Roberto Sensini de debutar en la Primera División.

### Unión Española
A mediados de 2013 se marcha a préstamo por una temporada a la Unión Española, flamante campeón del fútbol de Chile, donde encontró continuidad sobre todo en el segundo semestre, consolidándose como titular y teniendo buenas actuaciones en Copa Libertadores. A pesar de haber destacado en varios partidos, Unión Española no hizo uso de su opción de compra. 

### Regreso a Newell's Old Boys
Luego de su paso por Chile, vuelve a Newell's Old Boys para afrontar el torneo local y lograrse un puesto en el plantel titular por pedido del entrenador Gustavo Raggio. Una seguidilla de lesiones le impiden tener regularidad en el equipo.

### Gimnasia y Esgrima de La Plata
Luego de no tener la continuidad deseada en Newell's Old Boys, a mediados de 2015 se marcha cedido a préstamo por una temporada a Gimnasia y Esgrima de La Plata por pedido de Pedro Troglio. Luego de su primer año, donde destacaría en varios partidos, Gustavo Alfaro, en ese entonces entrenador de Gimnasia, le pide al club hacer uso de la opción de compra y así, Lorenzo firma un contrato por tres temporadas más con el “lobo platense”.
Luego de cuatro años y 96 partidos defendiendo la camiseta de Gimnasia y Esgrima de La Plata, estuvo muy cerca de conseguir un título con el club de La Plata en 2018, coronándose subcampeón de la Copa Argentina y convirtiéndose en una pieza clave en la semifinal contra River Plate y en la final versus Rosario Central, haciendo un gol en cada partido. En junio de 2019 finaliza contrato y queda con el pase en su poder.

### Huracán
Su siguiente paso fue Huracán de Argentina, donde firma un año a préstamo, pedido por el entrenador Juan Pablo Vojvoda, un viejo conocido de las inferiores de Newell's Old Boys. Su paso por el club de Parque Patricios fue breve, jugó solo nueve partidos, y al término del primer semestre se desvinculó y volvió a tener el pase en su poder.

### Independiente del Valle
En enero de 2020 llega al flamante campeón de la Copa Sudamericana 2019, Independiente del Valle, de Ecuador, firma un contrato por tres temporadas donde es dirigido en el primer año por el estratega español Miguel Ángel Ramírez. Rápidamente se convierte en un jugador importante en la institución, después de un año y medio el club ofrece una renovación por una temporada más, firmando un contrato hasta diciembre de 2023. En el día que el club estrenaba su nuevo estadio, un 20 de marzo de 2021, Lorenzo logra convertir el primer gol en la historia del estadio Banco Guayaquil, entrando en la historia del club rayado, en la victoria del equipo por 2 a 0 ante Delfín Sporting Club. 
Participa en la histórica obtención del primer título a nivel local del club de Sangolquí, luego de ganarle la final al Club Sport Emelec, en partido definitorio de ida y vuelta (3-1 en la ida y 1-1 en la vuelta) en el año 2021, convirtiéndose en una de las figuras del equipo, siendo el único jugador que participó en los 32 partidos del torneo y quedando galardonado como mejor volante central del año y en el equipo ideal de esa temporada.
El 10 de julio de 2022, en el partido donde Independiente recibió al Cumbayá Fútbol Club en su estadio, Lorenzo llega a la cifra de 100 partidos defendiendo la camiseta del club de Sangolquí. El 1 de octubre de 2022, convirtió el segundo gol de  Independiente del Valle para consagrarse campeón de la Copa Sudamericana en la final frente a São Paulo Futebol Clube de Brasil por 2-0.
El 14 de septiembre de 2023 se hizo oficial su obtención de la nacionalidad ecuatoriana.

### Cruz Azul
El 30 de diciembre de 2023 es presentado como refuerzo de Cruz Azul de cara al Torneo Clausura 2024.

## Estadísticas

### Clubes
Actualizado al último partido jugado el 16 de agosto de 2025.
| Club                              | Div.                | Temporada           | Liga  | Liga  | Copas nacionales | Copas nacionales | Copas internacionales | Copas internacionales | Total | Total | Media goleadora |
| Club                              | Div.                | Temporada           | Part. | Goles | Part.            | Goles            | Part.                 | Goles                 | Part. | Goles | Media goleadora |
| --------------------------------- | ------------------- | ------------------- | ----- | ----- | ---------------- | ---------------- | --------------------- | --------------------- | ----- | ----- | --------------- |
| Newell's Old Boys Argentina       | 1.ª                 | 2010-11             | 10    | 0     | —                | —                | —                     | —                     | 10    | 0     | 0,00            |
| Newell's Old Boys Argentina       | 1.ª                 | 2011-12             | 1     | 0     | 1                | 0                | —                     | —                     | 2     | 0     | 0,00            |
| Newell's Old Boys Argentina       | 1.ª                 | 2012-13             | 1     | 0     | 0                | 0                | 0                     | 0                     | 1     | 0     | 0,00            |
| Unión Española · Chile            | 1.ª                 | 2013-14             | 30    | 2     | —                | —                | 7                     | 0                     | 37    | 2     | 0,09            |
| Unión Española · Chile            | Total club          | Total club          | 30    | 2     | 0                | 0                | 7                     | 0                     | 37    | 2     | 0,09            |
| Unión Española B · Chile          |                     |                     |       |       |                  |                  |                       |                       |       |       |                 |
| 3.ª                               | 2013-14             | 4                   | 2     | —     | —                | —                | —                     | 4                     | 2     | 0,50  |                 |
| Total club                        | Total club          | 4                   | 2     | 0     | 0                | 0                | 0                     | 4                     | 2     | 0,50  |                 |
| Newell's Old Boys Argentina       |                     |                     |       |       |                  |                  |                       |                       |       |       |                 |
| 1.ª                               | 2014                | 11                  | 1     | 1     | 0                | —                | —                     | 12                    | 1     | 0,08  |                 |
| 1.ª                               | 2015                | 1                   | 0     | 1     | 0                | —                | —                     | 2                     | 0     | 0,00  |                 |
| Total club                        | Total club          | 24                  | 1     | 3     | 0                | 0                | 0                     | 27                    | 1     | 0.04  |                 |
| Gimnasia y Esgrima (LP) Argentina |                     |                     |       |       |                  |                  |                       |                       |       |       |                 |
| 1.ª                               | 2015                | 2                   | 0     | 0     | 0                | —                | —                     | 2                     | 0     | 0,00  |                 |
| 1.ª                               | 2016                | 13                  | 3     | 1     | 0                | —                | —                     | 14                    | 3     | 0,21  |                 |
| 1.ª                               | 2016-17             | 23                  | 2     | 0     | 0                | 2                | 0                     | 25                    | 2     | 0,09  |                 |
| 1.ª                               | 2017-18             | 26                  | 4     | 1     | 0                | —                | —                     | 27                    | 4     | 0,14  |                 |
| 1.ª                               | 2018-19             | 17                  | 4     | 4     | 2                | —                | —                     | 21                    | 6     | 0,20  |                 |
| Total club                        | Total club          | 81                  | 13    | 6     | 2                | 2                | 0                     | 89                    | 15    | 0,14  |                 |
| Independiente del Valle · Ecuador | 1.ª                 | 2020                | 28    | 6     | 0                | 0                | 10                    | 1                     | 38    | 7     | 0.18            |
| Independiente del Valle · Ecuador | 1.ª                 | 2021                | 32    | 5     | 1                | 0                | 12                    | 4                     | 45    | 9     | 0.2             |
| Independiente del Valle · Ecuador | 1.ª                 | 2022                | 22    | 5     | 9                | 0                | 11                    | 3                     | 42    | 8     | 0.19            |
| Independiente del Valle · Ecuador | 1.ª                 | 2023                | 24    | 2     | 1                | 1                | 8                     | 1                     | 33    | 4     | 0.12            |
| Independiente del Valle · Ecuador | Total club          | Total club          | 106   | 18    | 11               | 1                | 41                    | 9                     | 158   | 28    | 0.18            |
| Cruz Azul · México                | 1.ª                 | 2023-24             | 23    | 3     | —                | —                | —                     | —                     | 23    | 3     | 0.13            |
| Cruz Azul · México                | 1.ª                 | 2024-25             | 38    | 8     | —                | —                | 12                    | 1                     | 50    | 9     | 0.18            |
| Cruz Azul · México                | 1.ª                 | 2025-26             | 5     | 0     | —                | —                | 3                     | 0                     | 8     | 0     | 0               |
| Cruz Azul · México                | Total club          | Total club          | 66    | 11    | 0                | 0                | 15                    | 1                     | 81    | 12    | 0.15            |
| Total en su carrera               | Total en su carrera | Total en su carrera | 311   | 47    | 20               | 3                | 65                    | 10                    | 396   | 60    | 0.15            |
| 1. 2. 3.                          |                     |                     |       |       |                  |                  |                       |                       |       |       |                 |

## Palmarés

### Campeonatos nacionales
| Título                        | Equipo                  | Año  |
| ----------------------------- | ----------------------- | ---- |
| Primera División de Argentina | Newell's Old Boys       | 2013 |
| Supercopa de Chile            | Unión Española          | 2013 |
| Serie A de Ecuador            | Independiente del Valle | 2021 |
| Copa Ecuador                  | Independiente del Valle | 2022 |
| Supercopa de Ecuador          | Independiente del Valle | 2023 |

### Campeonatos internacionales
| Título                           | Equipo                  | Año  |
| -------------------------------- | ----------------------- | ---- |
| Copa Sudamericana                | Independiente del Valle | 2022 |
| Recopa Sudamericana              | Independiente del Valle | 2023 |
| Copa de Campeones de la Concacaf | Cruz Azul               | 2025 |

### Distinciones individuales
| Distinción                                     | Año  |
| ---------------------------------------------- | ---- |
| Equipo ideal de la Serie A de Ecuador          | 2021 |
| Mejor volante central de la Serie A de Ecuador | 2021 |
| Equipo ideal de la Serie A de Ecuador          | 2022 |
| Mejor volante central de la Serie A de Ecuador | 2022 |
| Equipo ideal de la Copa Sudamericana           | 2022 |
| Equipo Ideal de América                        | 2022 |